# Vesicularia reimersiana
Vesicularia reimersiana là một loài Rêu trong họ Hypnaceae. Loài này được Bizot & P. de la Varde mô tả khoa học đầu tiên năm 1952.